# Lingua illirica
La lingua illirica era una lingua indoeuropea parlata nella parte occidentale della Penisola balcanica fino ai primi secoli del I millennio d.C. Le testimonianze di tale lingua sono esigue, tanto che non è possibile neppure accertare l'esatta estensione della sua diffusione e il periodo durante il quale fu lingua viva. 

## Storia
La lingua illirica è nota principalmente attraverso testimonianze onomastiche e parole isolate, per cui non è stato possibile definire con precisione l'arco di tempo durante il quale è stata parlata. Le prime menzioni del popolo degli Illiri risalgono al V secolo a.C., ma è indubbio che il popolo - e la rispettiva lingua - fosse insediato in area balcanica occidentale già da diversi secoli. Alcuni archeologi rilevano una penetrazione nell'area, intorno al 1000 a.C., della Cultura di Hallstatt, che è possibile collegare - in via ipotetica - al trasferimento di genti indoeuropee, poi emerse storicamente come Illiri; ma è parimenti possibile che la trasmissione culturale sia avvenuta senza spostamenti di popolazione, e che la presenza indoeuropea nella regione risalga a epoche precedenti. Diversi linguisti e archeologi, a questo proposito, ritengono probabile che l'indoeuropeizzazione dell'Europa centro-orientale e balcanica risalga agli inizi del III millennio a.C..
Anche il momento in cui si cessò di parlare illirico non è noto, ma san Girolamo testimonia la sopravvivenza ai suoi tempi (fine IV-inizio V secolo d.C.) di almeno una parola illirica, in uso presso il popolo non ancora cristianizzato. La successiva invasione slava (VI-VII secolo), che a sua volta faceva seguito in Illiria a una lunga serie di incursioni di genti dalle lingue più varie durante le Invasioni barbariche, comportò una radicale ridefinizione del profilo linguistico dell'area, con un'amplissima slavizzazione. Allo stato attuale delle conoscenze, la tesi di una discendenza della moderna lingua albanese dall'illirico resta, stante la lacunosità della conoscenza di questa lingua, un'ipotesi non comprovata, anche se da alcuni ritenuta probabile più per considerazioni storiche che linguistiche (cfr. infra).

## Classificazione

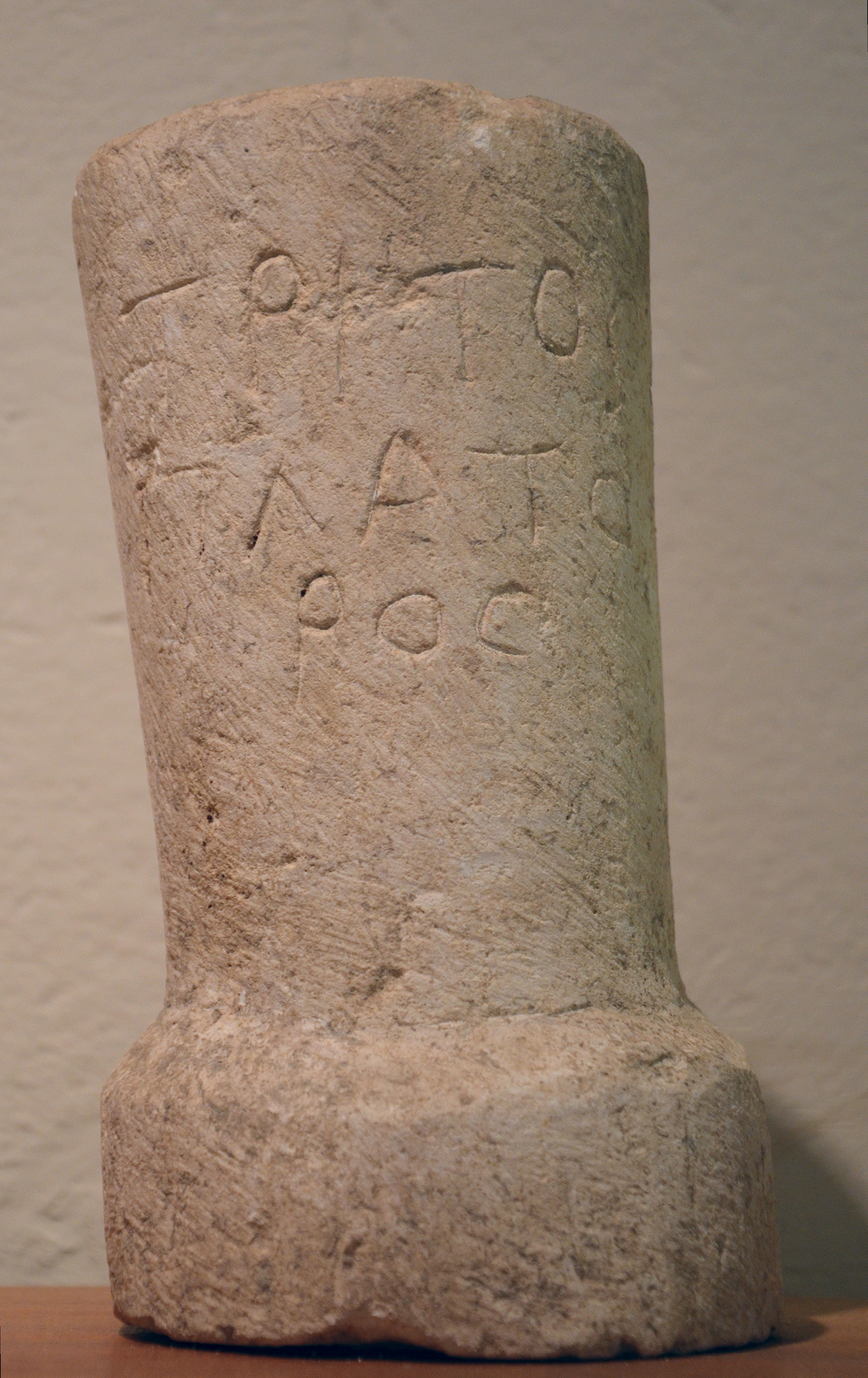
Lapide con un nome illirico, II secolo a.C., Apollonia, Albania

Stante l'esiguità delle testimonianze, l'indoeuropeistica non è stata in grado di determinare, in modo condiviso e definitivo, l'esatta collocazione dell'illirico all'interno della famiglia linguistica indoeuropea, della quale comunque fa certamente parte. Allo stesso ceppo linguistico dell'illirico viene comunemente ascritto il messapico parlato nella Penisola italica nella seconda metà del I millennio a.C.; a sostegno di tale nesso dialettale convergono sia testimonianze storiche di epoca romana sia la presenza di un'identica onomastica sulle due sponde dell'Adriatico, ma la frammentarietà della conoscenza dell'illirico rende allo stato della ricerca impossibile ritenere definitivamente provata l'identità - o la stretta affinità - tra questo e il messapico. 
Per gli stessi motivi risulta ancora ipotetico ogni tentativo di indicare nessi dialettali tra l'illirico (incluso il messapico) e altre famiglie linguistiche indoeuropee. Più per considerazioni di prossimità geografica che di natura linguistica, sono state proposte correlazioni tra l'illirico e altre lingue indoeuropee attestate in area balcanica nel II-I millennio a.C., quali il daco, il tracio, il macedone e il peonio, oltre che con il frigio di attestazione anatolica.
Un altro filone interpretativo cercò, nel corso del XX secolo, di contestualizzare l'illirico attraverso l'analisi di alcuni tratti fonetici propri di un sistema idronimico registrato in gran parte dell'Europa. Julius Pokorny, Hans Krahe e altri studiosi ipotizzarono che tale sistema, non spiegabile attraverso le lingue indoeuropee storicamente note, risalisse a una presenza specificamente illirica, che così avrebbe caratterizzato un'amplissima area estesa dalla Penisola iberica all'Anatolia e dalle Isole britanniche alle sponde orientali del Mar Baltico. Studi successivi appurarono però che tale ipotesi, definita ironicamente "panillirismo" da Pisani, era storicamente inverosimile e linguisticamente fallace; il sistema idronimico fu piuttosto spiegato come il residuo di uno strato di indoeuropeizzazione dell'Europa precedente a quello che avrebbe dato origine alle lingue indoeuropee storicamente note, e l'area illirica fu ricondotta alla regione balcanica centro-occidentale.
Più recentemente, numerosi studiosi (tra i quali Vladimir Nikolaevič Toporov, Ivan Duridanov, Mircea-Mihai Radulescu e Francisco Villar, seppure con differenti sfumature) hanno avanzato l'ipotesi che l'illirico fosse il risultato della cristallizzazione in situ di un vasto continuum indoeuropeo che andava dal Baltico ai Balcani meridionali, indoeuropizzato all'inizio del III millennio a.C. e che avrebbe compreso, oltre all'illirico, anche il baltico, il tracio e il daco e forse, in posizione più marginale, il germanico e lo slavo. Tale continuum sarebbe stato a sua volta epicentro di successivi movimenti migratori che avrebbero indoeuropeizzato l'Europa centro-occidentale.

## Distribuzione geografica

### Il corpus dei testi illirici
Il corpus in lingua illirica è estremamente scarso e si riduce sostanzialmente a parole isolate, glosse, antroponimi e toponimi. I due soli testi di una certa lunghezza appaiono assai problematici ed è dubbio perfino il fatto stesso che contengano testimonianze in lingua illirica: uno, ritrovato in Bosnia e risalente VI-V secolo a.C., è di difficile e controversa interpretazione; l'altro, rinvenuto presso Scutari (Albania), è stato inizialmente ritenuto redatto in lingua illirica, ma nel 1958 Ljuba Ognenova, archeologa bulgara, ha proposto una più convincente attribuzione del testo al greco bizantino. Restano così poche glosse isolate, trasmesse da autori classici o altomedievali, e un più ampio corpus onomastico esteso dall'Istria e dalla Pannonia, a nord-ovest e a nord-est, fino all'Epiro a sud-ovest, oltre alle testimonianze messapiche della Penisola italica sudorientale.

### Dialetti e lingue derivate
In base all'analisi dei nomi di persona testimoniati dalle fonti, il filologo croato Radoslav Katičić ha suddiviso le popolazioni illiriche in due distinte province onomastiche: una a sud che individuerebbe gli Illiri veri e propri, comprendente le regioni centrale, montane e in generale del nord dell'Albania e l'area del lago di Scutari, la costa adriatica e il suo retroterra fino alla valle della Narenta; l'altra a nord, viene fatta corrispondere alla parte centrale della provincia dalmato-pannonica e confina con l'area di lingua venetica, l'Istria e l'area di Lubiana.
Géza Alföldy ha ridefinito queste aree, sempre in base all'analisi dei nomi personali, suddividendo le popolazioni illiriche in cinque gruppi: 
1. gli illiri veri e propri, nell'area a sud del fiume Nerenta fino a comprendere parte dell'attuale territorio dell'Albania del nord;
2. i dalmati, nell'area compresa tra la Neretva e la Liburnia;
3. i liburni, nell'area adriatica nord-orientale;
4. i giapidi, nell'entroterra liburnico, a settentrione del territorio dalmata;
5. i pannoni, nell'area compresa nelle odierne Bosnia, Montenegro settentrionale e Serbia occidentale[8].

Questa suddivisione è stata contestata da Katičić, secondo il quale l'area pannonica è stata definita attraverso un esiguo numero di nomi, mentre invece le somiglianze con l'area dalmata porterebbero a concludere che si tratta delle stesse popolazioni. Anche il carattere misto celtico-illirico dei Giapidi, affermato da Alföldy in base ai nomi attestati, è contestato da Katičić secondo il quale testimonierebbe in realtà spostamenti di truppe avvenuti in epoca romana.
La lingua illirica non ha lasciato eredi storici immediatamente riconoscibili; il moderno albanese è stato alternativamente considerato sia derivato dall'evoluzione in situ dell'antico illirico, sia unico membro di un gruppo indoeuropeo isolato. A favore della prima ipotesi gioca principalmente il dato storico dell'assenza di qualsiasi testimonianza di un'immigrazione in epoca storica degli albanesi nelle terre attualmente occupate, ma sono stati rilevati anche alcuni tratti linguistici (soprattutto prestiti dal greco antico e dal latino); a favore della seconda, una più ampia comparazione di elementi fonetici, lessicali e toponominici tra albanese e illirico. La conoscenza dell'antico illirico resta tuttavia ampiamente lacunosa e frammentaria, pertanto la questione resta oggetto di dibattito da parte dell'indoeuropeistica.

## Fonologia
Dallo scarso materiale noto si sono potuti desumere soltanto pochi tratti fonologici dell'illirico, sufficienti soltanto a garantirne l'indoeuropeità. Sembra che le sonore aspirate indoeuropee apparissero come sonore semplici (*dh > /d/) e che *a e *o indoeuropee fossero confuse in /a/; non chiaro invece il trattamento delle occlusive palatali, se cioè centum o satəm.

## Esempi
Esempio di lessico illirico:
- deudai, ‘satiri’ (glossa in Esichio); cfr. sanscrito dhūmás ‘fumo’, latino fūmus ‘id.’, greco θυμός ‘anima, spirito’;
- sabaium (glossa in san Gerolamo) o sabaia (glossa in Ammiano Marcellino), ‘bevanda ottenuta con cereali e acqua’ < indoeuropeo *sab ‘succo’.

Altri, pochi esempi di lessico illirico proposti, sempre desunti da glosse, sono di attribuzione controversa. Tra questi, δάξα ‘mare’ e Δειπάτυρος ‘dio’, forse appartenenti al dialetto greco dell'Epiro; βρά ‘fratello’, forse prestito illirico al dialetto eleo; βρένδον ‘cervo’ e βρέντιον ‘testa di cervo’, da alcuni poste in correlazione con l'albanese bri, brî (pl. brirë, brinë) ‘corna di cervo’ ma citate esplicitamente come messapiche.

### Articoli in riviste, atti e miscellanee
- Géza Alföldy, Die Namengebung der Urbevölkerung in der römischen Provinz Dalmatia, in «Beiträge zur Namenforschung» 15, 1964.
- Radoslav Katičić, Die Illyrischen Personennamen in ihrem südöstlichen Verbreitungsgebiet, in «Živa Antika» 12, 1962.
- Radoslav Katičić, Das mitteldalmatinische Namengebiet, in «Živa Antika» 12, 1963a.
- Radoslav Katičić, Illyrii proprie dicti, in «Živa Antika» 13, 1963b.
- Radoslav Katičić, Namengebiete im römischen Dalmatien, in «Die Sprache», X (1964), pp. 23-33.